# اوماتتا
اوماتتا (به لاتین: Omatta) یک منطقهٔ مسکونی در سری‌لانکا است که در استان جنوبی (سری‌لانکا) واقع شده‌است.